# 羊群沟乡
羊群沟乡，是中华人民共和国内蒙古自治区呼和浩特市和林格尔县下辖的一个乡镇级行政单位。

## 行政区划
羊群沟乡下辖以下地区：
羊群沟村、三十号村、圪洞坪村、泥合子村、石咀子村、五间房村、大湾村和白其口村。